# Eugen Haagen
Pour les articles homonymes, voir Haagen.
Niels Eugen Haagen, né le 17 juin 1898 à Berlin et mort le 3 août 1972 dans cette même ville, est un bactériologiste et virologue allemand. Chercheur de renommée internationale dans les années 1930, il est professeur à la Reichsuniversität Straßburg (1941-1944).
Il est avant tout connu pour avoir pratiqué au camp de concentration de Natzwiller-Struthof des essais vaccinaux contre le typhus sur des déportés, pour répondre aux besoins spécifiques des SS sur le front de l'Est.
Au début des années 1950, il est condamné par les français comme criminel nazi par ses expériences médicales.

## Biographie

### Carrière internationale
Docteur en médecine en 1924, il part en mission aux États-Unis en 1928, où il est détaché à la Fondation Rockefeller de New-York (1930- 1932).
Au début des années 1930, dans le cadre de cette fondation, il est l'un des collaborateurs de Max Theiler pour ses travaux sur le virus de la fièvre jaune (culture sur embryon de poulet), étape importante vers un vaccin, dont la mise au point vaudra le Prix Nobel à Theiler en 1951. Haagen lui-même est cité pour le Nobel de médecine en 1936.
En 1935, il est nommé professeur et chef de département à l’Institut des maladies contagieuses Robert Koch à Berlin. Il adhère au NSDAP (parti national-socialiste des travailleurs allemands) en mai 1937.
En 1939, l'américain Herald Rae Cox met au point un vaccin contre le typhus. À l'institut Robert Koch, Haagen travaille à la production de ce vaccin de Cox.

### Seconde Guerre mondiale
En 1941, il est appelé à la Reichsuniversität de Strasbourg pour être directeur de l'institut d'hygiène, en tant que scientifique de renommée mondiale grâce à ses nombreuses publications. Il y travaille sur une variante du vaccin contre la fièvre jaune et sur un vaccin contre le typhus.
En 1943, il est conseiller d'hygiène auprès d'un escadron de la Luftwaffe. Il cherche le soutien de l'organisation S.S Ahnenerbe pour demander le statut militaire de son institut en produisant un vaccin anti-typhus pour le front de l'Est. La même année, il obtient d'Himmler l'autorisation de mener des essais vaccinaux sur des déportés.

### Après la guerre
Eugen Haagen est arrêté par les Américains en avril 1945, et libéré en juin. Recruté par les Soviétiques, on lui offre un poste de chef de département dans un institut de recherche de Berlin-Est. En 1946, il est utilisé comme témoin de la défense dans le procès des médecins nazis. En 1947, identifié comme criminel nazi, et alors qu'il se trouvait en secteur britannique, il est de nouveau arrêté et remis aux autorités françaises,.
Condamné d'abord le 24 décembre 1952 par le tribunal militaire de Metz aux travaux forcés à perpétuité, il réplique qu'il aurait dû plutôt recevoir un prix Nobel. Il est finalement condamné à Lyon le 15 mai 1954, en même temps que Otto Bickenbach, à vingt ans de travaux forcés, mais amnistié dès 1955.
Il épouse ensuite Brigitte Haagen-Crodel, une assistante médicale. De 1956 à 1965, il effectue des recherches à l'Institut fédéral de recherche (Bundesforschungsanstalt) de Tübingen sur les maladies virales des animaux. Il retourne par la suite à Berlin, où il mourra en août 1972.

## Expériences sur l'homme
À partir de 1943, Eugen Haagen cherche à mettre au point un nouveau vaccin vivant atténué contre le typhus. Il s'inspire de plusieurs vaccins contre le typhus, expérimentaux ou déjà établis, de plusieurs instituts (vaccins français, danois, polonais…). Par exemple, il reçoit de Paul Giroud (en) (1898-1989) de  l'Institut Pasteur de Paris, une culture de rickettsies provenant de poumons de lapin. Son idée est de réduire les risques en vaccinant avec un vaccin tué (inactivé) comme préalable à l'administration d'un vaccin vivant.
En mai 1943, il teste son vaccin contre le typhus sur 28 prisonniers polonais du camp de sûreté de Vorbruck-Schirmeck, près du Struthof. Puis, il leur inocule l'agent du typhus. Son vaccin se révèle inefficace et au moins deux prisonniers décèdent. En octobre 1943, il modifie son vaccin et le teste au camp de concentration de Natzweiler-Struthof sur cent prisonniers, puis début 1944, sur 80 Tziganes provenant d'Auschwitz (29 décès au moins), et enfin sur 200 prisonniers de mai à août 1944,.
Ce vaccin insatisfaisant nécessitait sans cesse des modifications, donc de nouvelles expérimentations meurtrières. Haagen utilisa un « groupe de contrôle » formé de prisonniers non vaccinés, pour prouver l'efficacité de son vaccin auquel Himmler s'intéressait tout particulièrement. Il inocule l'agent du typhus à des prisonniers vaccinés et non-vaccinés. La maladie s’étend alors à tout le camp, faisant des centaines de victimes. Des vaccinés survivent, mais l’inoculation du vaccin provoque de fréquents effets indésirables presque aussi graves que la maladie.
En novembre 1944, Haagen réclame de nouveaux équipements dans l'espoir d'impressionner Himmler par ses résultats. Au même moment, il mène également des recherches de guerre biologique à Fort Ney.